# Mizca
Mizca (ミツカ Mitsuka?) (14 de agosto de 1986) es una cantante japonesa, originaria de Toyota, Aichi, Japón. Su nombre real es Masami Mitsuoka (光岡昌美 Mitsuoka Masami?).
Empezó su carrera cantando J-pop bajo su nombre real Masami Mitsuoka, posteriormente cambiaría su nombre artístico a Mizca con la salida de su primer sencillo bajo este nombre denominado como "Robotics" el 28 de octubre de 2009, con tonos más technopop.
Es particularmente conocida por haber cantado el 5.º tema de apertura del anime Katekyō Hitman Reborn! (Last cross) y por haber grabado también el 3.er tema de cierre del anime Blue Dragon (Hana).

## Discografía

### Como Masami Mitsuoka

#### Álbumes
- Black Diary (28 enero de 2009)

1. last cross
2. I am (Album version)
3. End for End
4. Todokanai Omoi…~ROAD ~another story~ (届かない想い...～ロードanother story～?)
5. Distance Love
6. Jewel Days
7. REFIND
8. CHESS BOARD
9. Black Diary
10. As for you
11. Hana (Album Version)
12. Bokutachi no Shippai (ぼくたちの失敗?)
13. Single Stone

#### Sencillos
- Hana (28 noviembre de 2007)

1. Hana
2. Kizuato (傷跡?)
3. eternally
4. Hana (Instrumental)

- Distance Love/I am (6 agosto de 2008)

1. Distance Love
2. I am
3. OVER THERE
4. Distance Love (Instrumental)
5. JACK POT

- Todokanai Omoi…~ROAD ~another story~ ( 届かない想い...～ロードanother story～?) (19 noviembre de 2008)

1. Todokanai Omoi…~ROAD ~another story~ (届かない想い...～ロードanother story～?)
2. lost angel
3. Todokanai Omoi…~ROAD ~another story~ (Instrumental) (届かない想い...～ロードanother story～ (Instrumental)?)
4. wishing road

- last cross (17 diciembre de 2008)

1. last cross
2. Silent of me
3. last cross (Instrumental)
4. Desperate
5. last cross (TV Version)

- FREE BIRD (11 febrero de 2009)

1. FREE BIRD
2. Rainbow
3. FREE BIRD (Instrumental)
4. Eternally (Acoustic Version)

### Como Mizca

#### Álbumes
- ♡UFUFU♡ (21 julio de 2010)

1. Kira Kira☆ (キラキラ☆?)
2. Dame yo♡~Album Ver.~ (ダメよ♡~Album Ver.~?)
3. Setsunasa Plus (切なさプラス?)
4. Robotics
5. C♡ndy Girl
6. United To The Sky 2.0
7. Chu!
8. Best!_Best!_Best!
9. Kisses
10. Jump
11. Truly Lovely ~Album Ver.~
12. Takkun ga Sukinano... feat. ALLaNHiLLZ (たっくんが好きなの・・・?)

#### Sencillos
- Kira Kira☆ (キラキラ☆?) (20 enero de 2010)

1. Kira Kira☆ (キラキラ☆?)
2. Truly Lovely
3. United To The Sky 1.02

- Dame yo♡ (ダメよ♡?) (2 junio de 2010)

1. Dameyo♡ (ダメよ♡?)
2. Music
3. last cross ~Virus Ver.~

- 1925 Type A (2 marzo de 2011)

1. 1925
2. FLY FLY FLIGHT!!
3. Hoshi no tsubu tsubu (星のつぶつぶ?)

- 1925 Type B (2 marzo de 2011)

1. 1925
2. FLY FLY FLIGHT!!
3. Suki nano (好きなの?)

- Lafiora (らふぃおら?) (20 junio de 2011)

1. Lafiora (Onnako kii baajon) (らふぃおら（女子キーバージョン）?)
2. Delightfully
3. My room disco night (マイルームディスコナイト?)
4. Lafiora (onnako kii baajon karaoke) (らふぃおら（女子キーバージョン・カラオケ）?)

#### Sencillos Digitales
- Robotics (28 octubre de 2009)

1. Robotics

- Hoshi no tsubu tsubu (12 diciembre de 2010)

1. Hoshi no tsubu tsubu (星のつぶつぶ)